# اردشیر (ساتراپ نی‌ریز)
اردشیر (پارسی میانه: Ardašīr) یکی از نجیب‌زادگان ساسانی در سده سوم میلادی در زمان حکومت شاپور یکم و ساتراپ نی‌ریز بود.

## زندگی

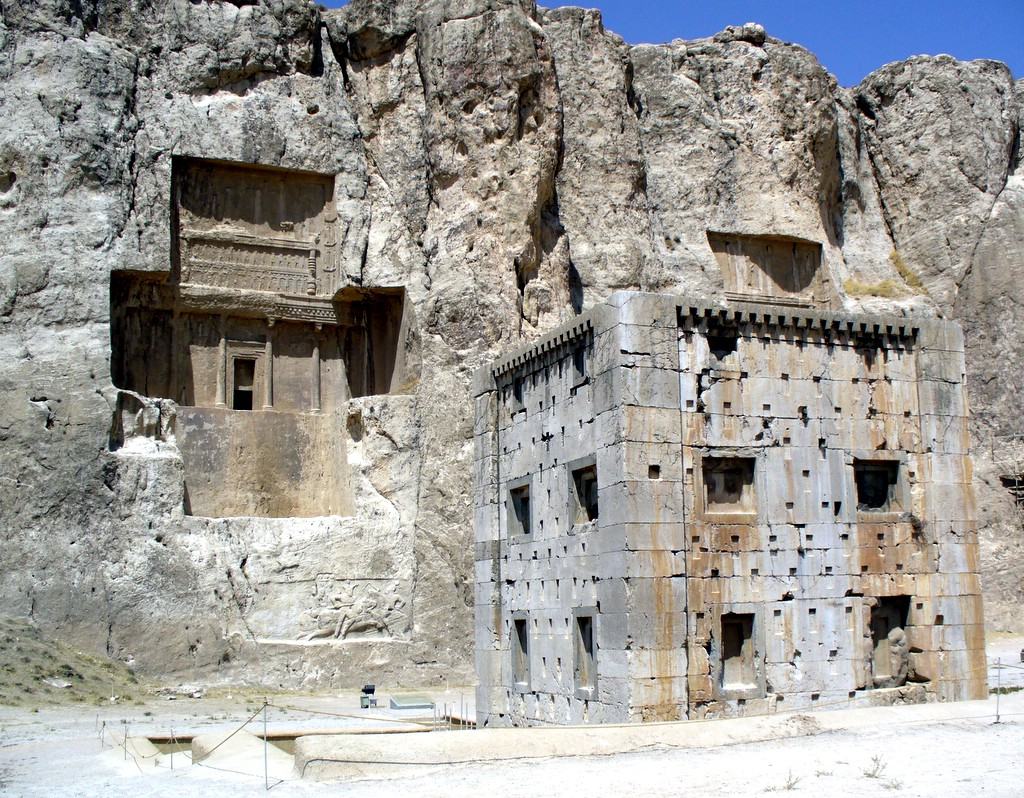
کعبه زرتشت، جایی که سنگ‌نوشته شاپور یکم حک شده‌است

از او در سنگ‌نوشته شاپور یکم بر کعبه زرتشت یاد شده‌است. او در این سنگ‌نوشته در میان ۶۷ نجیب‌زاده در رتبهٔ پنجاه‌ونه قرار دارد و یکی از هفت ساتراپی است که به نام وی در این کتیبه اشاره شده‌است. اطلاعات دیگری از زندگی او در دست نیست.